# The Modesto Bee
Die The Modesto Bee ist eine US-amerikanische Zeitung für die Region Kalifornien.

## Geschichte
Die Zeitschrift wurde 1884 als Daily Evening News gegründet und wurde kontinuierlich unter verschiedenen Namen als Tageszeitung veröffentlicht. Vor dem Kauf durch Charles K. McClatchy und dessen Firma McClatchy Newspapers im Jahr 1924 fusionierte es im selben Jahr mit dem Modesto News-Herald und nahm diesen Namen im Rahmen der Konsolidierung an. 1933 wurde der Namen in Modesto Bee and News-Herald geändert. 1975 kürzte die Zeitung den Namen im Impressum schließlich zu The Modesto Bee ab. Sein derzeitiger Eigentümer ist das Nachfolgeunternehmen McClatchy Company, ein amerikanischer Zeitungskonzern.

## Vertrieb
Die The Modesto Bee hat etwa 70 Mitarbeiter und wird in ganz Zentralkalifornien ausgeliefert und erreicht Orte wie zum Beispiel Modesto, Turlock, Oakdale, Ceres, Patterson und Sonora. Es bedient derzeit täglich 29.108 Abonnenten und 25.098 an Sonntagen. Die Website der Modesto Bee erreicht jeden Monat mehr als 950.000 Nutzer.